# Араухо, Карлос
Карлос Лусиано Араухо (исп. Carlos Luciano Araujo; 19 ноября 1981, Мендоса) — аргентинский футболист, защитник.

## Клубная карьера
Карлос Араухо начинал свою карьеру футболиста в аргентинском клубе «Индепендьенте Ривадавия», выступавшем в Примере B Насьональ. Летом 2002 года он перешёл в другой клуб лиги «Атлетико Рафаэла», который по итогам сезона 2002/03 вышел в Примеру.
3 августа 2003 года Араухо дебютировал в аргентинской Примере, выйдя в стартовом составе в гостевом поединке против «Кильмеса». Летом 2004 года он перешёл в «Расинг» из Авельянеды, год спустя — в «Эстудиантес». Летом 2006 года Араухо подписал контракт с командой «Ньюэллс Олд Бойз». 30 сентября 2006 года Араухо забил свой первый гол на высшем уровне, сравняв счёт в гостевой игре с «Колоном». Далее он выступал за аргентинские клубы «Олимпо» и «Уракан». Летом 2009 года Араухо впервые в своей карьере перешёл в иностранный клуб, в греческий АЕК. Отыграв один сезон в Европе он вернулся в Аргентину, в начале 2011 года заключив соглашение с «Ланусом», где играл следующие 5 лет.

## Достижения
«Ланус»
- Обладатель Южноамериканского кубка (1): 2013